# Нью-Йорк Джетс
Нью-Йо́рк Джетс (англ. New York Jets) — профессиональный футбольный клуб, базирующийся в Нью-Йоркской агломерации. Команда была основана в августе 1959 года в качестве одного из членов Американской футбольной лиги, в которой играла до объединения АФЛ и НФЛ в 1970 году. Первые три сезона клуб выступал под названием «Нью-Йорк Тайтенс». С момента слияния лиг «Джетс» выступают в Восточном дивизионе Американской футбольной конференции.
Штаб-квартира клуба располагается в Флорэм-Парке, Нью-Джерси. С 2010 года домашние игры команда проводит на «Метлайф-стэдиум» в Ист-Ратерфорде, который делит с «Нью-Йорк Джайентс».
За свою историю команда четыре раза становилась победителем своего дивизиона (1968, 1969, 1998 и 2002). В сезоне 1968 года «Джетс» выиграли чемпионат АФЛ и финальную игру против «Балтимор Колтс», которая позднее стала именоваться Супербоул III.

## История команды

### Американская футбольная лига (1959—1969)
В 1959 году бизнесмены Ламар Хант и Бад Адамс, после нескольких неудачных попыток приобрести франшизу в НФЛ, решили создать Американскую футбольную лигу. Одна из её команд должна была базироваться в Нью-Йорке. Когда начался поиск инвестора для этого, адвокат Уильям Шей порекомендовал радиокомментатора Гарри Уисмера, который ранее владел долей в клубах «Детройт Лайонс» и «Вашингтон Редскинс», но хотел быть единственным владельцем франшизы. Лига была основана 14 августа 1959 года. Тогда же были представлены все восемь её команд, одной из которых стали «Нью-Йорк Тайтенс». Выбор названия Уисмер объяснил следующим образом, имея ввиду соседей из «Джайентс»: «Титаны больше и сильнее Гигантов». С 1960 по 1962 года клубными цветами были синий и золотой. Одной из инноваций новой лиги стали фамилии игроков, написанные на спинах. Домашней ареной клуба стал стадион «Поло Граундс», который простаивал с момента переезда бейсбольной команды «Джайентс» в Сан-Франциско. 
Первым главным тренером команды стал Сэмми Бо. В ноябре состоялся драфт АФЛ, на котором первым выбранным командой игроком стал квотербек Джордж Айзо. Перед началом сезона был подписан контракт со звёздным ресивером Доном Мэйнардом, который ранее играл за «Джайентс». В четырнадцати играх сезона 1960 года Мэйнард набрал 1 265 ярдов. Второй целью для квотербека Эла Дороу стал Арт Пауэлл, набравший 1 167 ярдов. Главной звездой защиты был лайнбекер Ларри Грантем. Дебютный матч «Тайтенс» состоялся 11 сентября 1960 года в Нью-Йорке. Он завершился победой над «Баффало Биллс» со счётом 27:3. Первый сезон в своей истории команда завершила с семью победами и семью поражениями, заняв второе место в дивизионе. С таким же результатом закончился сезон 1961 года, по ходу которого команда столкнулась с финансовыми проблемами. Уисмер перестал выплачивать зарплату главному тренеру и Бо покинул клуб после завершения чемпионата. В 1962 году его сменил Клайд Тернер. Трудности с деньгами продолжались и в конце сезона клуб перешёл под управление офиса АФЛ.
В марте 1963 года клуб был продан группе инвесторов, в которую входили Сонни Уэрблин, Таунсенд Мартин, Леон Хесс, Дональд Лиллис и Филип Ислин. Сумма сделки составила 1 млн долларов. В апреле название команды было изменено с «Тайтенс» на «Джетс». Выбор нового имени был обусловлен двумя причинами: США вступали в космическую или реактивную эру, а новая арена домашняя арена команды «Шей Стэдиум» располагалась между аэропортами Ла-Гуардия и Айдлуайлд. На должность главного тренера был нанят Уиб Юбенк, до этого работавший с «Балтимор Колтс». Официальное открытие нового стадиона состоялось 12 сентября 1964 года, когда «Джетс» со счётом 30:6 обыграли «Денвер Бронкос». В ноябре клуб обменял права на квотербека Джерри Роума в «Хьюстон Ойлерс» на право выбора в первом раунде драфта. Полученный драфт-пик был потрачен на будущего члена Зала славы профессионального футбола Джо Неймита.

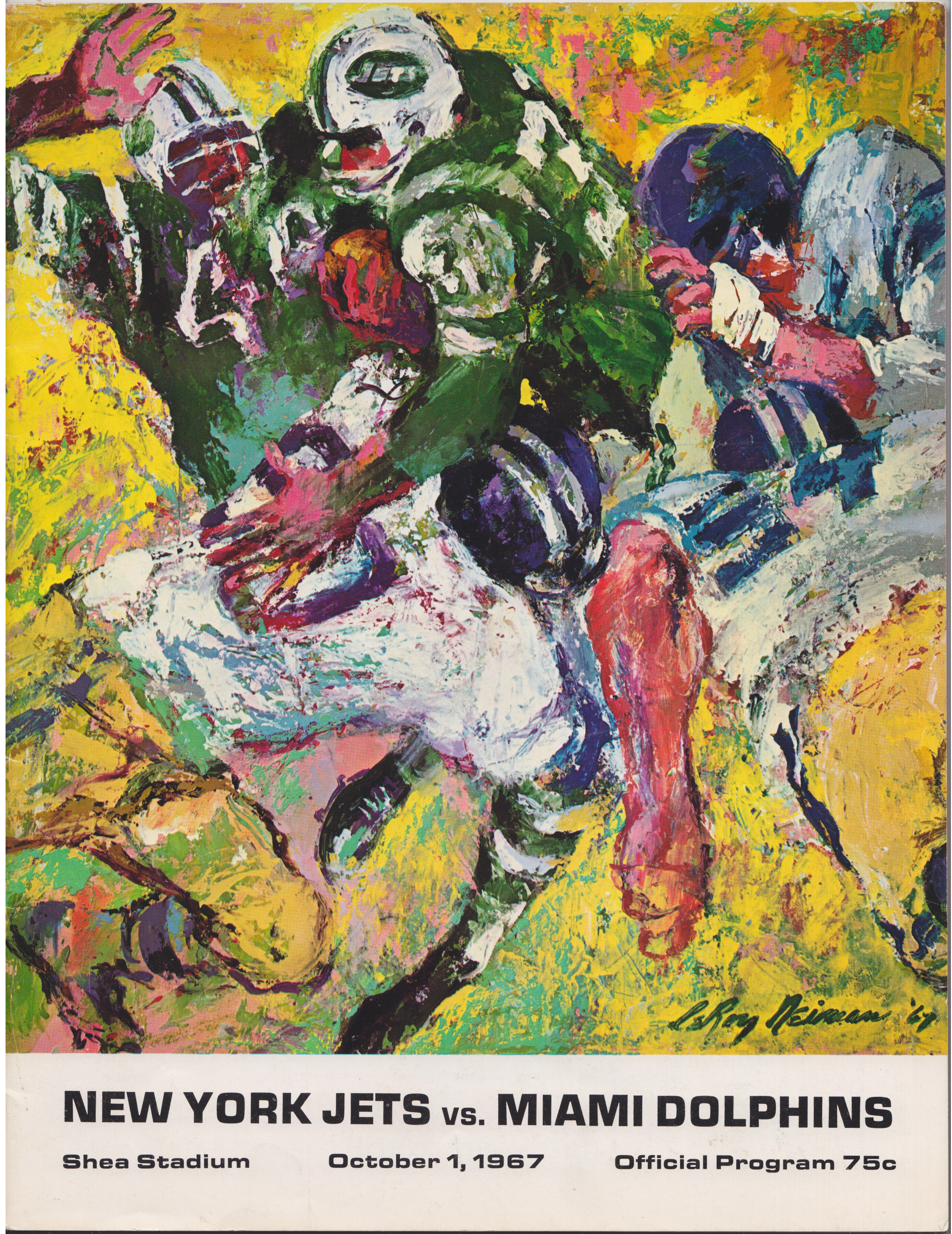
Афиша игры «Джетс» и «Долфинс» работы Лероя Нимана, 1967 год.

Контракт с Неймитом был подписан 2 января 1965 года. Сумма соглашения составила рекордные на тот момент 427 тысяч долларов. В декабре он был назван Новичком года в АФЛ. В сезоне 1965 года Неймит набрал 2 220 ярдов и сделал 18 тачдаунов при 15 перехватах. Качественный скачок в результатах «Джетс» произошёл в 1967 году. Команда одержала восемь побед при пяти поражениях и ничьей, но в дивизионе осталась второй. Впервые в истории клуб выиграл более 50 % матчей регулярного чемпионата. Джо Неймит завершил сезон с 4 007 ярдами, став первым квотербеком в истории профессионального футбола, набравшим более 4 000 ярдов. 
Семнадцатого ноября 1968 года состоялась игра «Хайди» между «Джетс» и «Окленд Рэйдерс», вошедшая в историю НФЛ. Последние 50 секунд матча не были показаны телеканалом NBC, переключившемся на трансляцию фильма «Хайди». За это время «Рэйдерс» занесли два тачдауна и выиграли 43:32. Сезон команда завершила на первом месте в дивизионе, одержав одиннадцать побед при трёх поражениях. В финальной игре чемпионата АФЛ «Джетс» снова сыграли с «Оклендом» и взяли реванш за поражение в регулярном чемпионате 27:23. В заключительной игре сезона, позднее ставшей известной как Супербоул III, команда обыграла победителя чемпионата НФЛ «Балтимор Колтс» со счётом 16:7. Самым ценным игроком матча был признан Джо Неймит, набравший 206 ярдов. Уиб Юбенк стал первым тренером, выигравшим чемпионский титул в обеих лигах. Впервые в истории победу в Супербоуле одержал представитель АФЛ.
В 1969 году «Джетс» второй раз подряд стали победителями своего дивизиона. Повторить успех в плей-офф не удалось, команда проиграла в финальном матче АФЛ «Канзас-Сити Чифс» со счётом 6:13. Семнадцатого августа состоялась первая в истории встреча между двумя профессиональными клубами Нью-Йорка. В предсезонной игре «Джетс» выиграли у «Джайентс» 37:14. В гостевом матче с «Денвером», 21 сентября, пантер команды Стив О’Нил пробил пант на 98 ярдов, установив рекорд НФЛ, остающийся непобитым по состоянию на 2019 год.

### Национальная футбольная лига

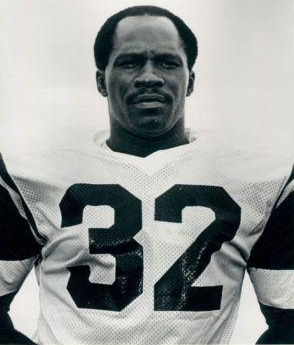
Раннинбек Эмерсон Бузер, 1974 год.

Перед сезоном 1970 года завершилось слияние АФЛ и НФЛ в одну организацию. «Джетс» стали частью Восточного дивизиона Американской футбольной конференции. Первые годы в новой лиге сложились для команды не лучшим образом. Несколько примечательных событий пришлись на 1972 год. В игре с «Колтс» 24 сентября «Джетс» выиграли со счётом 44:34. На двоих команды набрали 872 ярда, установив рекорд НФЛ. Неймит провёл один из лучших матчей в карьере, набрав 496 ярдов с шестью тачдаунами. В выездном матче против «Нью-Ингленд Пэтриотс» раннинбеки команды Джон Риггинс и Эмерсон Бузер набрали 168 и 150 ярдов соответственно. Впервые в истории клуба два бегущих набрали не менее 150 ярдов за игру.
В феврале 1973 года на место ассистента Юбенка был нанят Чарли Уиннер. Сезон для клуба получился необычным — «Джетс» провели на своём поле всего шесть матчей, так как стадион был занят бейсбольными «Нью-Йорк Метс», игравшими в Мировой серии. Шестнадцатого декабря команда провела последнюю игру под руководством Юбенка, занимавшего пост главного тренера в течение одиннадцати лет. Он перешёл на работу в руководство клуба, а его преемником стал Уиннер. В первых восьми играх сезона 1974 года «Джетс» выиграли только один раз, но затем провели шестиматчевую победную серию, в том числе обыграв вышедших в плей-офф «Биллс» и «Долфинс». После завершения чемпионата Уиб Юбенк покинул пост вице-президента команды. 
В феврале 1975 года пост генерального менеджера занял Эл Уорд, ранее работавший в «Даллас Каубойс». Предсезонная подготовка была неполной из-за третьей за несколько лет забастовки игроков, повлекших отмену ряда игр. Матч третьей игровой недели сезона 1975 года против «Пэтриотс», который был для клуба первым на своём поле, посетил император Японии Хирохито. Игра завершилась победой «Джетс» со счётом 36:7. Однако, сезон сложился неудачно. После шести поражений подряд Уиннер был уволен, а команду временно возглавил координатор нападения Кен Шипп. В феврале 1976 года новым тренером был назначен Лу Хольц, до этого работавший в футбольной программе университете штата Северная Каролина. У руля «Джетс» он провёл всего тринадцать матчей, покинув команду незадолго до конца сезона. В декабре свою последнюю игру в составе клуба провёл Джо Неймит.

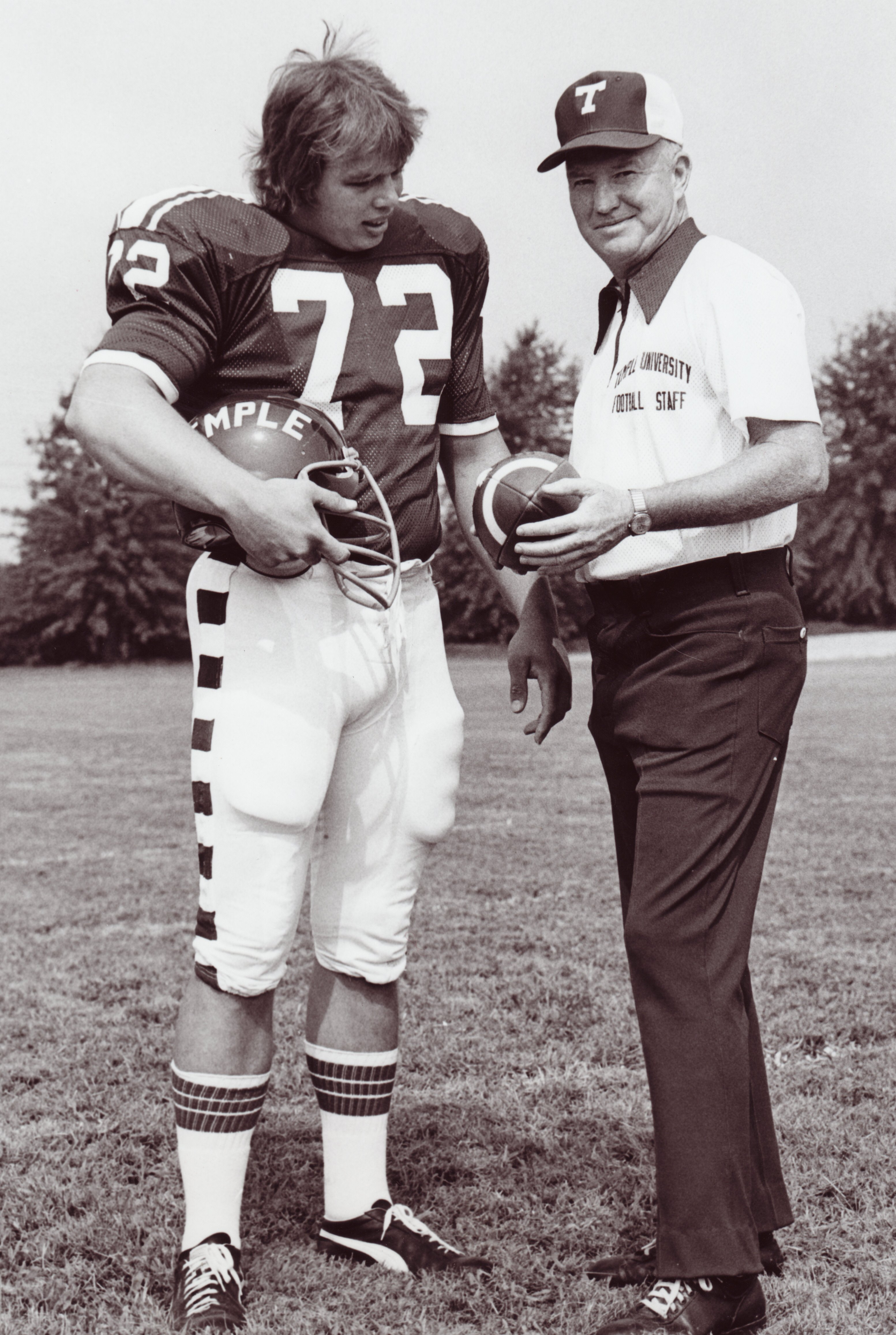
Ди-энд Джо Клеко и его тренер Уэйн Хардин в университете Темпл.

Несколько перестановок в руководстве клуба состоялось в 1977 году. В феврале новым тренером стал Уолт Майклс. На должности президента Леона Хесса сменил Джим Кенсил. В конце года свой пост покинул генеральный менеджер Эл Уорд, позднее перешедший на работу в офис президента АФК. Следующие несколько лет «Джетс» провели в статусе середняка. Прервалась неудачная серия в сезоне 1981 года. В марте основным владельцем клуба стал Леон Хесс, выкупивший акции Таунсенда Мартина. В регулярном чемпионате команда под руководством Майклса одержала десять побед, потерпела пять поражений и один раз сыграла вничью. Самым сильным звеном команды стала оборона. Четвёрка линейных получила прозвище «Нью-Йоркская биржа сэков» (англ. New York Sack Exchange, по аналогии с Нью-Йоркской фондовой биржей). Её лидерами были Джо Клеко и Марк Гастино, сделавшие 20 и 20,5 сэков соответственно. В плей-офф, в раунде уайлд-кард, «Джетс» смогли отыграть у «Баффало» отставание 24 очка, но в итоге уступили со счётом 27:31.
Регулярный чемпионат 1982 года из-за забастовки игроков был сокращён до девяти игр. Команда одержала в них шесть побед и второй раз подряд вышла в плей-офф. В играх на вылет «Джетс» обыграли «Цинциннати Бенгалс» (44:17) и «Лос-Анджелес Рэйдерс» (17:14), но в финале конференции уступили «Долфинс» со счётом 0:14. После завершения сезона в отставку ушёл Майклс, тренировавший команду в течение шести лет. Его сменил координатор нападения Джо Уолтон. В октябре было принято решение о переезде на новый стадион, так как «Шей Стэдиум» морально устарел и был одной из худших арен в НФЛ. В феврале 1984 года Хесс приобрёл последние 25 % акций команды, до этого принадлежавшие Хелен Диллон. В сентябре состоялось открытие новой арены «Мидоулендс», дебютная игра на котором была проиграна «Питтсбургу».
В начале 1985 года Джо Неймит стал первым игроком клуба, включённым в Зал славы профессионального футбола. Торжественная церемония состоялась 3 августа. В октябре «Джетс» вывели из обращения №12, под которым он выступал. Команда провела удачный сезон, выиграв одиннадцать матчей. Квотербек Кен О’Брайен стал лучшим в НФЛ по пасовому рейтингу (96,2). До него ни один из пасующих клуба такого успеха не добивался. «Джетс» вышли в плей-офф, но в раунде уайлд-кард проиграли «Пэтриотс» со счётом 14:26. В сентябре 1986 года в матче команды с «Долфинс» был побит рекорд лиги по суммарному числу пасовых ярдов, набранных командами (884). С 21 сентября по 16 ноября «Джетс» выиграли девять матчей подряд, но затем из-за ряда травм потерпели пять поражений. Тем не менее, запаса прочности хватило для выхода в плей-офф, где команда дошла до второго раунда.
В июне 1988 года по медицинским показаниям Джим Кенсил покинул пост президента команды. Его преемником стал Стив Гутман, ранее занимавший в клубе пост казначея. Ещё одним важным назначением стал приход Дика Стейнберга на должность генерального менеджера в декабре 1989 года. В феврале 1990 года восьмым главным тренером в истории «Джетс» стал бывший координатор нападения «Цинциннати» Брюс Кослет. С новым руководством команда смогла прервать пятилетнюю серию неудач и в декабре 1991 года пробилась в плей-офф, где в раунде уайлд-кард проиграла «Хьюстону».
Регулярный чемпионат 1992 года для команды был омрачён тяжёлой травмой Денниса Берда. Игрок столкнулся с партнёром по команде во время игры с «Канзас-Сити» и получил повреждение позвоночника, из-за которого оказался частично парализован. В декабре клуб наградил его Призом самому вдохновляющему игроку команды, который со следующего сезона стал носить имя Берда.

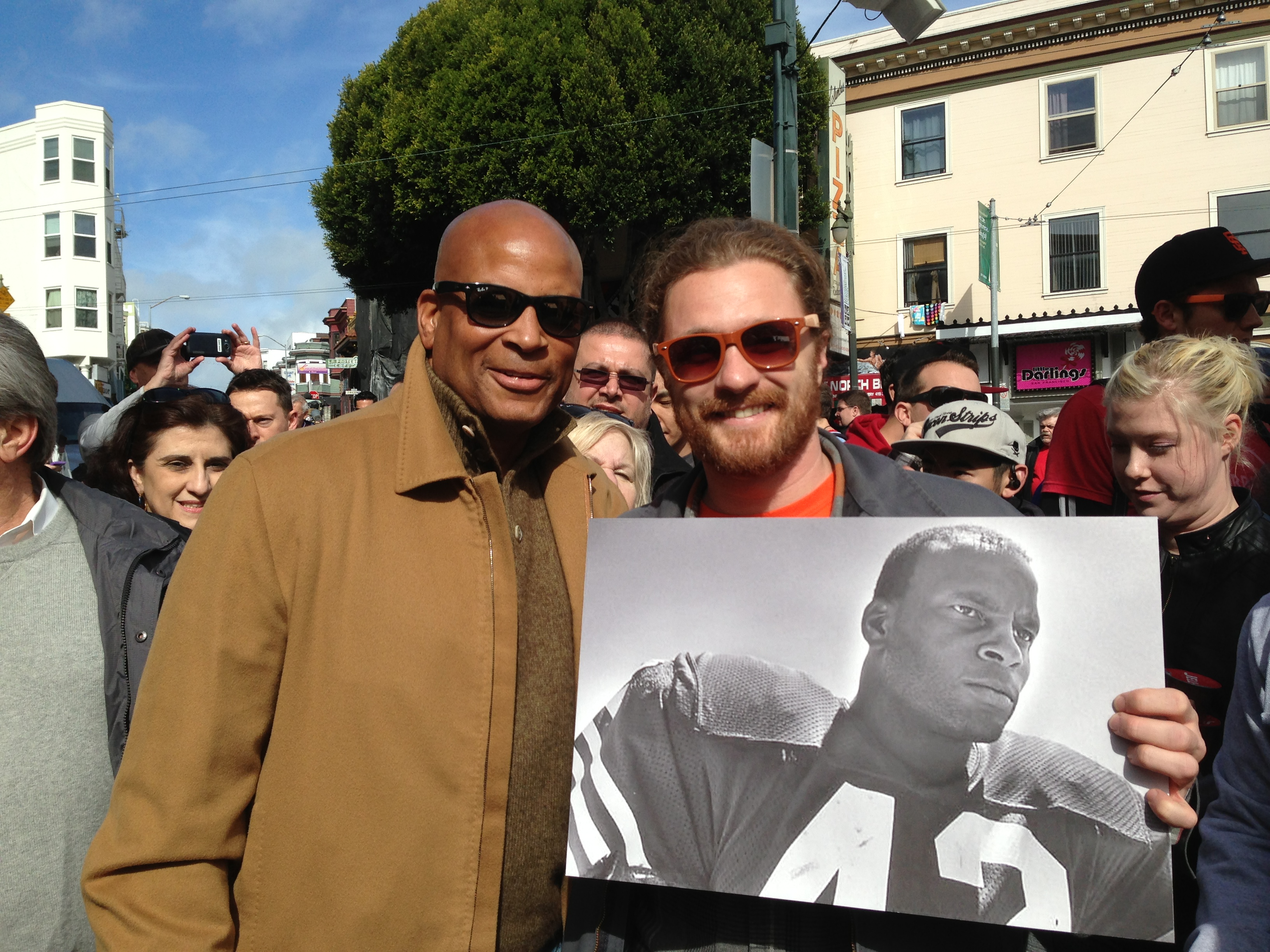
Сэйфти Ронни Лотт (слева) с болельщиком, 2013 год.

Весной 1993 года Стейнберг начал перестройку команды. В марте был подписан контракт с сэйфти Ронни Лоттом, девятикратным участником Пробоула. Через неделю «Джетс» выменяли у «Цинциннати» квотербека Бумера Эсайсона. В апреле состав покинули ветераны Кен О’Брайен и Фримен Макнил. Из «Кардиналс» пришёл раннинбек Джонни Джонсон, а на драфте под общим четвёртым номером был выбран лайнбекер Марвин Джонс. Сезон команда завершила с восемью победами при восьми поражениях, заняв третье место в дивизионе. В январе 1994 года Кослета сменил Пит Кэрролл, ставший девятым главным тренером в истории клуба. Под его руководством «Джетс» заняли последнее место в дивизионе, одержав всего шесть побед. В конце сезона клуб объявил о том, что Дик Стейнберг болен раком желудка. Он не смог победить болезнь и скончался 25 сентября 1995 года. 
После неудачного сезона Кэрролл был уволен, а на его место назначили Рича Котита. В регулярном чемпионате 1995 года «Джетс» выиграли только три матча и впервые в истории получили право первого выбора на драфте. Клуб использовал его, взяв принимающего Кишона Джонсона из университета Южной Калифорнии. Второй сезон под началом Котита завершился с одной победой при пятнадцати поражениях. Тренер подал в отставку за два дня до последней игры чемпионата, а общий результат команды за два его сезона составил 4—28. В феврале 1997 года клуб объявил о назначении на должность тренера Билла Беличика. Его консультантом должен был стать Билл Парселлс, работавший в «Пэтриотс». Владелец последних Роберт Крафт опротестовал это назначение, указав, что Парселлс имеет действующий контракт. После разбирательства, проведённого комиссаром лиги Полом Тэглибу, Парселлс официально приступил к исполнению обязанностей главного тренера «Джетс», а «Пэтриотс» в качестве компенсации получили четыре выбора на драфтах с 1997 по 1999 год. Беличик стал координатором защиты. С новым тренерским штабом команда не смогла пробиться в плей-офф, но впервые за девять лет выиграла больше половины матчей. 
В июне 1998 года контракт с «Джетс» подписал квотербек Винни Теставерде, ставший основным пасующим команды. В декабре клуб досрочно выиграл дивизион, впервые в своей истории. В регулярном чемпионате было одержано двенадцать побед, что также стало лучшим командным достижением. В дивизиональном раунде плей-офф «Джетс» обыграли «Джэксонвилл Джагуарс», а в финале конференции уступили «Денверу» со счётом 10:23. Сезон 1999 года стал неудачным из-за множества травм. На разные сроки выбыло пятнадцать игроков основного состава команды, включая стартового квотербека Теставерде. В мае 1999 года скончался владелец команды Леон Хесс, в своём завещании указавший требования к потенциальным покупателям «Джетс».

#### Эра Вуди Джонсона (с 2000 года)
В начале января 2000 года Билл Парселлс заявил о завершении тренерской карьеры и перешёл на должность директора по футбольным операциям. Освободившееся место должен был занять Беличик, но он принял решение покинуть «Джетс» из-за неопределённости с руководством команды. Сделка по продаже клуба состоялась 18 января. Новым владельцем стал бизнесмен и дипломат Вуди Джонсон, заплативший за франшизу 635 млн долларов. Владельцы остальных команд одобрили продажу единогласным решением. Через неделю на должность главного тренера был назначен Эл Гро. Разбирательство вокруг контракта Билла Беличика с участием Пола Таглибу и судьи Джона Бисселла завершилось решением о компенсации в виде выборов на драфте в пользу «Джетс».
Одним из первых решений нового руководства был обмен Кишона Джонсона в «Бакканирс» на два выбора в первом раунде драфта. Благодаря этой сделке «Джетс» стали первой командой в истории НФЛ, выбравшей четырёх игроков в первом раунде: Шона Эллиса (№12), Джона Абрахама (№13), Чеда Пеннингтона (№18) и Энтони Бехта (№27). Ещё одним кадровым назначением стал приход на должность президента по развитию Джея Кросса, ранее работавшего в клубе НБА «Майами Хит». С вернувшимся в состав Теставерде команда одержала девять побед при семи поражениях и заняла третье место в дивизионе. Несмотря на не самый плохой результат, Эл Гро покинул пост главного тренера, приняв предложение работы от университета Виргинии.
В январе 2001 года свой пост оставил Парселлс. Его преемником стал Терри Брэдуэй, ранее работавший вице-президентом в «Канзас-Сити Чифс», а новым главным тренером команды был назначен Херман Эдвардс, входивший в штаб «Тампы-Бэй». Он сумел в первый же год работы вывести «Джетс» в плей-офф. Ранее подобное не удавалось ни одному тренеру в истории клуба. Игра уайлд-кард раунда завершилась поражением от «Рэйдерс» со счётом 24:38. Успех удалось повторить и в сезоне 2002 года. В первом раунде плей-офф «Джетс» обыграли «Индианаполис Колтс» со счётом 41:0, одержав первую сухую победу в играх на вылет в своей истории. Матч дивизионного раунда завершился поражением от «Рэйдерс».
В 2003 году произошло ещё несколько важных событий в истории команды. В июне Джо Неймит стал официальным послом «Джетс», вернувшись в клуб в новом статусе. Второго августа «Джетс» и «Тампа-Бэй» стали первыми представителями НФЛ, сыгравшими матч на территории Азии. Выставочная игра Американ Боул состоялась на поле стадиона «Токио Доум». По ходу регулярного чемпионата проводилось голосование болельщиков, определявших лучших игроков за сорок лет истории команды. Презентация 28 победителей опроса состоялась 20 декабря в перерыве матча с «Нью-Ингленд Пэтриотс».